# Barbara Lass

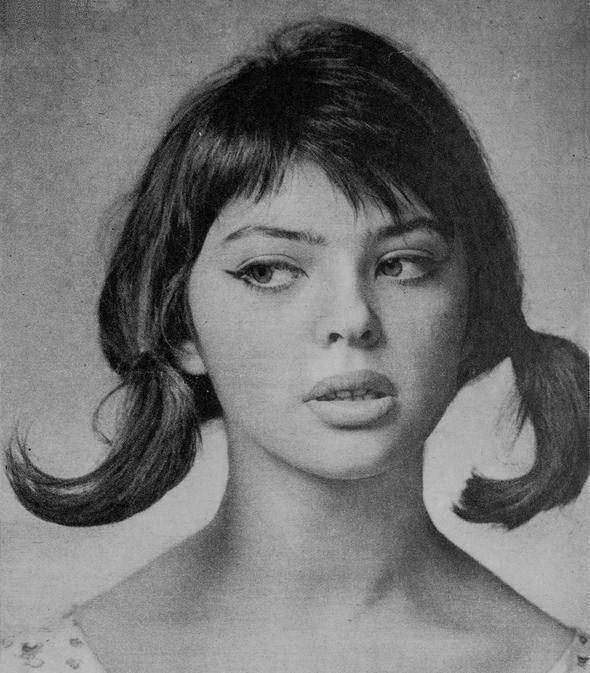
Barbara Kwiatkowska-Lass (1959)

Barbara Lass (* 1. Juni 1940 in Patrowo bei Gostynin; † 6. März 1995 in Baldham, Bayern; bürgerlich Barbara Kwiatkowska) war eine polnische Filmschauspielerin, die in Polen, Frankreich, Italien und Deutschland gedreht hat.

## Leben
Kwiatkowska besuchte in Warschau die Ballettschule und gewann 17-jährig ein Casting. Sie erhielt daraufhin die Titelrolle in der absurden Kriminalkomödie Eva will schlafen. Nach diesem Anfangserfolg nahm sie mehrere Anschlussangebote wahr und ging 1960 nach Paris, wo sie den Künstlernamen „Barbara Lass“ erhielt. Hauptrollen spielte sie u. a. 1961 in René Cléments Filmkomödie Halt mal die Bombe, Liebling an der Seite von Alain Delon. Im darauffolgenden Jahr war sie in dem ‚schwarzen‘ Kriminalfilm Rififi in Tokio von Jacques Deray zu sehen, in dem sie an der Seite von Karlheinz Böhm die Hauptrolle spielte. Der Film berichtet fast reportagehaft von den minutiösen Vorbereitungen dreier Gangster, die in die Bank von Tokio einbrechen. In dem dramatischen Liebesfilmdrama Jowita von 1967 war Lass in der Titelrolle einer mysteriösen jungen Frau besetzt, derentwegen ein Sportler seine Karriere riskiert. In dem Filmdrama Der Pfarrer von St. Pauli von Rolf Olsen aus dem Jahr 1970, in dem Curd Jürgens die Hauptrolle spielte, wirkte Lass in einer kleineren Rolle mit, wie das auch in weiteren Produktionen häufig der Fall war, dies jedoch teilweise unter sehr bedeutenden Regisseuren wie Margarethe von Trotta, Rainer Werner Fassbinder, Andrzej Munk, Roman Polański und Peter Lilienthal. In dem Fernsehfilm Thanatos palace hotel von Pierre Cavassilas aus dem Jahr 1973 war Lass dann wiederum in einer Hauptrolle besetzt. Sie spielte die Kirby Shaw, eine Frau, die ins Thanatos Palace Hotel gekommen ist, um dort den Tod zu suchen. Die Filmhandlung geht zurück auf  den Mythos von Thanatos, den Gott des Todes in der griechischen Mythologie.
Lass war die erste Ehefrau des Regisseurs Roman Polański (1959 bis 1962) und die dritte Ehefrau von Karlheinz Böhm, deren gemeinsame Tochter Katharina Böhm (* 1964) ebenfalls Schauspielerin ist. Auch diese Ehe wurde 1980 wieder geschieden. Von 1980 bis zu ihrem Tod war Lass mit Leszek Żądło verheiratet. Die Polin unterstützte die Gewerkschaftsbewegung Solidarność, zum Teil im Untergrund.

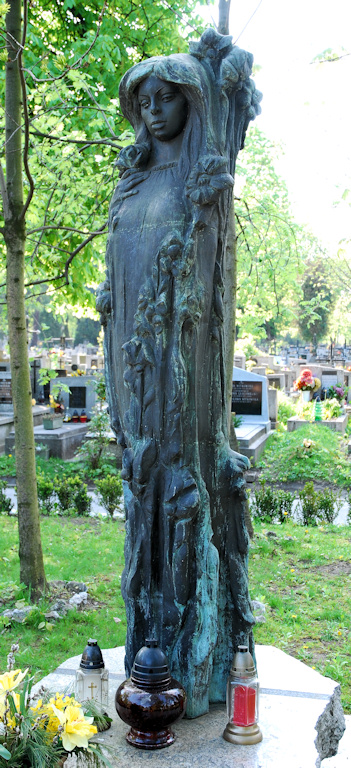
Das Grab von Barbara Lass

Barbara Lass starb am 6. März 1995 infolge einer Hirnblutung. Ihr Grab befindet sich auf dem Friedhof Rakowicki in Krakau (Polen).

## Filmografie (Auswahl)
- 1957: Eva will schlafen (Ewa chce spać)
- 1958: Zwei Männer und ein Schrank (Dwaj ludzie z szafą)
- 1958: Żołnierz królowej Madagaskaru, Regie: Jerzy Zarzycki
- 1958: Pan Anatol szuka miliona, Regie: Jan Rybkowski
- 1959: Wenn Engel fallen (Gdy spadają anioły), Regie: Roman Polański
- 1959: Obrazki z podróży, Regie Andrzej Kondratiuk
- 1960: Das schielende Glück (Zezowate szczęście), Regie: Andrzej Munk
- 1960: Das Haus der 1000 Fenster (La millième fenêtre), Regie: Robert Ménégoz
- 1961: Halt mal die Bombe, Liebling (Che gioia vivere)
- 1961: Bei Vollmond Mord (Lycanthropus), Regie: Paolo Heusch
- 1962: Liebe mit zwanzig (L’amour à vingt ans)
- 1962: Spóźnieni przechodnie
- 1963: Rififi in Tokio (Rififi à Tokyo), Regie: Jacques Deray
- 1965: Serenade für zwei Spione
- 1967: Jowita, Regie: Janusz Morgenstern
- 1970: Ständig in Angst (Hauser's Memory)
- 1970: Der Pfarrer von St. Pauli
- 1970: Tournee
- 1973: Thanatos palace hotel (Fernsehfilm)
- 1974: Fontane Effi Briest
- 1981: Stachel im Fleisch
- 1984: Blaubart (Fernsehfilm), Regie: Krzysztof Zanussi
- 1986: Rosa Luxemburg
- 1986: Das Schweigen des Dichters, Regie: Peter Lilienthal
- 1991: Eine Wahnsinnsehe (Fernsehfilm), Regie: Sönke Wortmann
- 1991: Moskau – Petuschki (Fernsehfilm), Regie: Jens Carl Ehler